# Porgy and Bess (álbum de Miles Davis)
Porgy and Bess es un álbum del músico de jazz Miles Davis. Publicado en 1958 por Columbia Records, el álbum cuenta con los arreglos musicales de Gil Evans basados en la ópera Porgy y Bess, de George Gershwin. 
Grabado los días 22 & 29 de julio y los días 4 y 18 de agosto de 1958, se trata de la segunda colaboración entre Davis y Evans, y es considerado por muchos críticos como el major de sus colaboraciones.

## Críticas
Nada más publicarse, Porgy and Bess recibió buenas críticas en la prensa generalizada como The New York Times y Los Angeles Times.

## Temas
Todos los temas son originales de George Gershwin, excepto cuando se señala otro compositor. Por otra parte, Ira Gershwin y DuBose Heyward escribieron las letras para la ópera de Porgy and Bess, pero todos los temas de este álbum son instrumentales.

### Cara 1
| Pista | Grabada | Título                       | Compositor  | Duración |
| ----- | ------- | ---------------------------- | ----------- | -------- |
| 1.    | 8/4/58  | The Buzzard Song             | G. Gershwin | 4:07     |
| 2.    | 7/29/58 | Bess, You Is My Woman Now    | G. Gershwin | 5:10     |
| 3.    | 7/22/58 | Gone                         | Gil Evans   | 3:37     |
| 4.    | 7/22/58 | Gone, Gone, Gone             | G. Gershwin | 2:03     |
| 5.    | 8/4/58  | Summertime                   | G. Gershwin | 3:17     |
| 6.    | 8/4/58  | Oh Bess, Oh Where's My Bess? | G. Gershwin | 4:18     |

### Cara 2
| Pista | Grabada | Título                                           | Compositor  | Duración |
| ----- | ------- | ------------------------------------------------ | ----------- | -------- |
| 1.    | 8/4/58  | Prayer (Oh Doctor Jesus)                         | G. Gershwin | 4:39     |
| 2.    | 7/29/58 | Fisherman, Strawberry and Devil Crab             | G. Gershwin | 4:06     |
| 3.    | 7/22/58 | My Man's Gone Now                                | G. Gershwin | 6:14     |
| 4.    | 7/29/58 | It Ain't Necessarily So                          | G. Gershwin | 4:23     |
| 5.    | 7/29/58 | Here Come De Honey Man                           | G. Gershwin | 1:18     |
| 6.    | 8/18/58 | I Wants to Stay Here (a.k.a. I Loves You, Porgy) | G. Gershwin | 3:39     |
| 7.    | 8/4/58  | There's a Boat That's Leaving Soon for New York  | G. Gershwin | 3:23     |

### Pistas adicionales
Las siguientes pistas fueron incluidas en el CD de 1997.
| Pista | Grabada | Título                                      | Compositor  | Duración |
| ----- | ------- | ------------------------------------------- | ----------- | -------- |
| 1.    | 8/18/58 | I Loves You, Porgy (take 1, second version) | G. Gershwin | 4:14     |
| 2.    | 7/22/58 | Gone (take 4)                               | Gil Evans   | 3:40     |

## Personal
- Miles Davis – trompeta, fliscorno
- Ernie Royal, Bernie Glow, Johnny Coles y Louis Mucci – trompeta
- Dick Hixon, Frank Rehak, Jimmy Cleveland y Joe Bennett – trombón
- Willie Ruff, Julius Watkins y Gunther Schuller – trompa
- Bill Barber – tuba
- Phil Bodner, Jerome Richardson y Romeo Penque – flauta travesera, flauta alto & clarinete
- Cannonball Adderley – saxo alto
- Danny Bank – flauta alto & clarinete bajo
- Paul Chambers – contrabajo
- Jimmy Cobb – batería (excepto en pistas 3, 4, 9, & 15)
- Philly Joe Jones – batería (pistas 3, 4, 9, & 15)
- Gil Evans – Arreglos & director de orquesta